# Варбург
Варбург (нем. Warburg) — город в Германии, в земле Северный Рейн-Вестфалия.

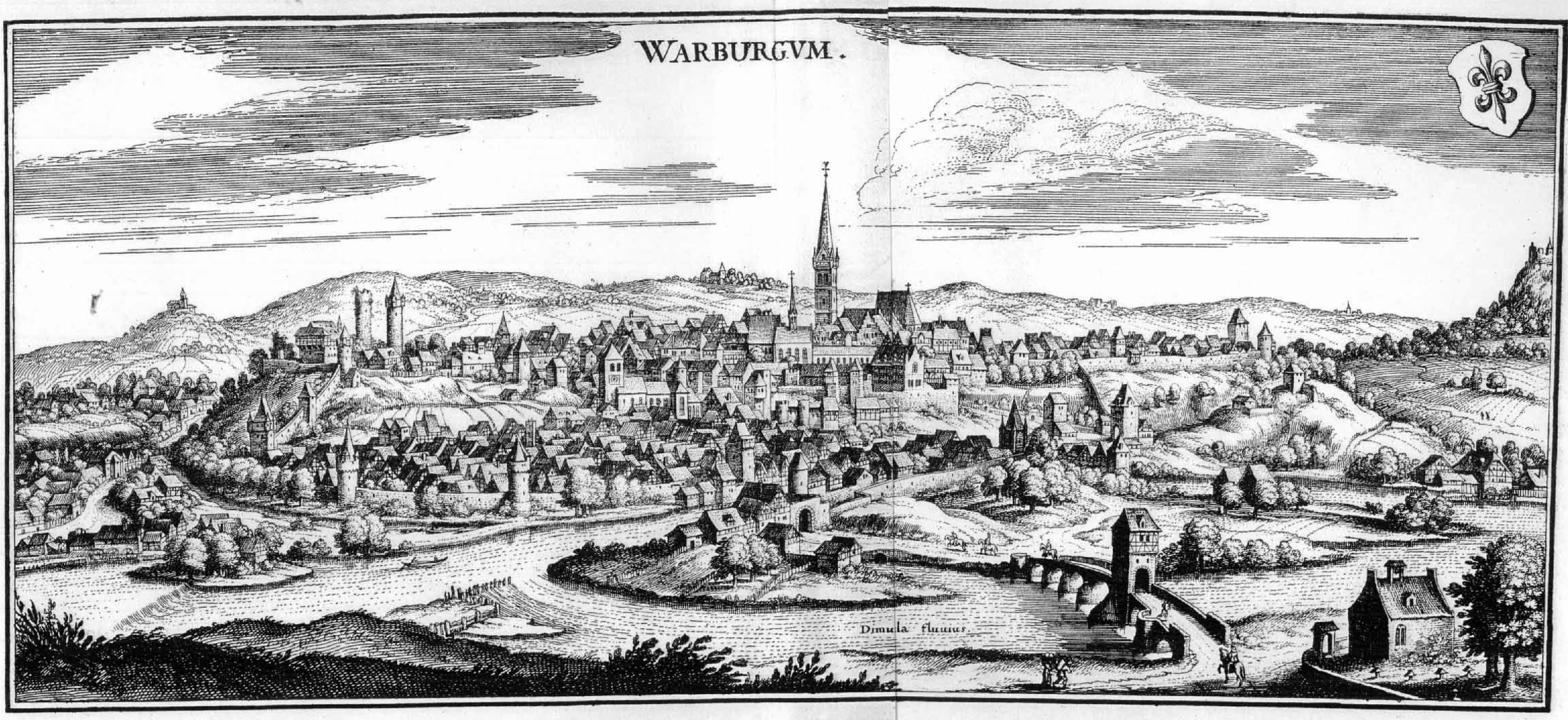
Варбург на гравюре из «Топографии Вестфалии» Маттеуса Мериана Старшего (1647)

Подчинён административному округу Детмольд. Входит в состав района Хёкстер.  Население составляет 23 436 человек (на 31 декабря 2010 года). Занимает площадь 168,71 км². Официальный код — 05 7 62 036.
Город подразделяется на 16 городских районов.

## Экономика и инфраструктура
Варбург расположен в центральной части области, образованной сельскохозяйственными районами. Из двух крупных продовольственных предприятий Варбурга, консервного и сахарного заводов, остался лишь последний. В настоящее время крупнейшими промышленными отраслями являются автомобильные технологии, металлургическая, машиностроительная, химическая, деревообрабатывающая и упаковочная. И, начиная с 1721 года, пивоварение, держателем прав на которое является семейство
Kohlschein.

### Транспорт
В Варбурге пересекаются федеральные трассы №7 и №252. По ним можно достичь Варбурга перейдя на автобан A44 (Кассель-Дортмунд), который относительно недалеко пересекается с автобаном А7 близ Касселя.
Железнодорожная станция лежит на ветках Рурский регион-Кассель (поезда Intercity-Express, InterCity и RegionalBahn) и Хаген-Варбургские областные линии: RE17 Хаген – Шверте – Брилон-Вальд – Кассель-Wilhelmshöhe и RB89 Райне – Мюнстер – Хамм – Падерборн – Варбург (поезд западного направления). Кроме того, Трамвай-поезд RT3 идёт до главной железнодорожной станции Касселя. Окружающие города обслуживаются региональными автобусами. Город входит в местную транспортную ассоциацию Падерборн-Хекстер. При поездке в Гессен применяются тарифы транспортной ассоциации Северного Гессена..
Также до города можно легко добраться через два региональных аэропорта, Кассель-Кальден и Падерборн-Липпштадт.

### Учреждённые организации
- Brauns-Heitmann GmbH & Co. KG
- Benteler Automobiltechnik GmbH, Warburg Works
- RTW Rohrtechnik GmbH
- Linnenbrink Technik Warburg GmbH
- Südzucker AG
- Kobusch-Sengewald GmbH
- Warburger Brauerei GmbH
- Reposa GmbH
- Berg GmbH
- Tolges Kunststoffverarbeitung GmbH & Co. KG
- PRG mbH Präzisions Rührer und Rühranlagen
- LX-3 Veranstaltungstechnik

### Образовательные учреждения
- Jugenddorf Petrus Damian, учреждение помощи молодёжи
- Начальная школа Kath. Варбурга
- Школа им. Иоганна Даниэля Фалька
- Гимназия Marianum
- Hüffertgymnasium
- Реальное училище Варбурга
- Спецшкола Варбурга
- Eisenhoitschule - спецшкола для студентов с трудностями в обучении
- Школа Св. Лаврентия для физически и умственно отсталых
- Спецшкола Petrus-Damian
- Johann Conrad Schlaun-Berufkolleg, профессионально-техническое училище района Хекстер
- Fachschule für Sozialpädagogik, школа для социальной педагогики
- Высшая народная школа Варбурга
- Музыкальная школа Варбурга